# Oldřichov, Přerov
Oldřichov là một làng thuộc huyện Přerov, vùng Olomoucký, Cộng hòa Séc.